# Paramoera serrata
Paramoera serrata är en kräftdjursart som beskrevs av Staude 1995. Paramoera serrata ingår i släktet Paramoera och familjen Eusiridae. Inga underarter finns listade i Catalogue of Life.